# 소안초등학교 구도분교
소안초등학교 구도분교는 대한민국 전라남도 완도군 소안면 횡간리 산 231에 있었던 초등학교 분교이다.

## 연혁
- 일자미상 소안국민학교 구도분교 설립 인가
- 1954년 7월 31일 구도분교장 개교
- 1967년 4월 1일 도서벽지학교 '을'급 지정
- 1986년 1월 1일 도서벽지학교 '나'급 조정
- 1996년 3월 1일 소안초등학교 구도분교 개편
- 2000년 9월 1일 폐교 및 소안초등학교 통폐합